# Südamerikaspiele 1978/Teilnehmer (Uruguay)
| Gelbes Symbol für Goldmedaillen mit stilisierten Olympischen Ringen | Graues Symbol für Silbermedaillen mit stilisierten Olympischen Ringen | Braundes Symbol für Bronzemedaillen mit stilisierten Olympischen Ringen |
| ------------------------------------------------------------------- | --------------------------------------------------------------------- | ----------------------------------------------------------------------- |
| 4                                                                   | 16                                                                    | 11                                                                      |

Uruguay nahm an den I. Südamerikaspielen 1978 in Bolivien mit einer Delegation von 21 Sportlern teil.
Die Delegation Uruguays wurde von Gustavo Nicolich angeführt und von den beiden Team-Ärzten Julio Ekroth und Andrés Folle begleitet. Sie traf bereits am 21. Oktober 1978 vor Ort ein und ließ sich dort bereits knapp zwei Wochen vor Wettkampfbeginn zehn Tage lang im Hotel Copacabana zur Akklimatisierung nieder. Die uruguayischen Sportler gewannen im Verlauf der Spiele insgesamt 31 Medaillen, davon vier Goldene, 16 Silberne sowie elf Bronzene. Damit belegten sie den fünften Rang im Medaillenspiegel der Spiele.

## Teilnehmer nach Sportarten

### Boxen
- Ultimar Juvencio
Weltergewicht (67 kg): Bronze
- Juan Scassino
Mittelgewicht (71 kg): Silber
- Mario Melucci
Leicht-Fliegengewicht (48 kg): Bronze
- Domingo Alberto
Fliegengewicht (51 kg): Bronze

### Fechten
- Aldo Ponzoni
Florett (Mannschaft): Silber
- Alberto Varela
Florett (Mannschaft): Silber
- Eduardo Zeballos
Florett (Mannschaft): Silber
- Gustavo Quartino

### Judo
- Alvaro Ciappesoni
78 kg: Bronze
Freie Gewichtsklasse: Bronze

### Leichtathletik
- Abel Godoy
1500 Meter: Bronze / 4:14:09 Minuten
- Norma Lucía Azcune
Diskus: Gold / 39,72 Meter
- Luis Cabral

### Schwimmen
- Alvaro Roda
100 Meter Rücken: Silber / 1:04:26 Minuten
200 Meter Rücken: Gold / 2:16:91 Minuten
200 Meter Lagen: Silber / 2:23:65 Minuten
400 Meter Freistil: Bronze / 4:34:11 Minuten
- Ana Sofía Peroni
100 Meter Freistil: Silber / 1:05:19 Minuten
4 × 100 Meter Freistil: Silber / 4:23:30 Minuten
4 × 100 Meter Lagen: Silber / 4:57:69 Minuten
- Gabriel Etchart
100 Meter Freistil: Bronze
- Elena Ospitaletche
100 Meter Brust: Gold / 1:21:76 Minuten
200 Meter Brust: Gold / 2:59:79 Minuten
4 × 100 Meter Freistil: Silber / 4:23:30 Minuten
4 × 100 Meter Lagen: Silber / 4:57:69 Minuten
- Ruben D. Hernández
100 Meter Brust: Bronze
200 Meter Brust: Bronze
- Carolina Peroni
100 Meter Freistil: Bronze
200 Meter Freistil: Silber / 5:10:92 Minuten
400 Meter Freistil: Silber / 2:23:23 Minuten
4 × 100 Meter Freistil: Silber / 4:23:30 Minuten
4 × 100 Meter Lagen: Silber / 4:57:69 Minuten
- Silvana Barbato
100 Meter Schmetterling: Silber / 1:13:00 Minuten
200 Meter Schmetterling: Silber / 2:50:08 Minuten
100 Meter Rücken: Silber / 1:15:39 Minuten
200 Meter Rücken: Silber / 2:44:62 Minuten
200 Meter Lagen: Silber / 2:48:63 Minuten
4 × 100 Meter Freistil: Silber / 4:23:30 Minuten
4 × 100 Meter Lagen: Silber / 4:57:69 Minuten

### Tennis
- Pablo Stapff
Doppel: Silber
- Diego Pérez
Einzel: Silber
Doppel: Silber